# Полоз свинцевий
Полоз свинцевий (Hemorrhois nummifer) — вид змій роду Hemorrhois родини полозових (Colubridae). Умовно отруйна змія (реальної небезпеки для людини не становить).
Інша назва «азійський бігунець».

## Опис
Загальна довжина сягає 120—160 см. Голова чітко відмежована від значно більш тонкої шиї. Кінчик морди тупо закруглений. Луска тулуба з явно вираженими, нерізкими реберцями, на кожному з яких по 2 апікальні пори. З боків черева помітне ребро, утворене черевними щитками. Навколо середини тулуба є 23—25 луски. Черевних щитків — 190—225, підхвостових щитків — 82—107 пар. Один верхньогубний щиток поєднується з оком. 
Верхня сторона тулуба має бурувато-сіре або сірувато-коричневе забарвлення. Малюнок дуже різний. Поздовжній рядок бурих, бурувато-коричневих або майже чорних, поперечних або косих смужок проходить уздовж спини, в деяких місцях вони зливаються в одну суцільну зигзагоподібну смугу. Кількість темних плям уздовж спини налічує 50—58. Дрібніші плями того ж кольору проходять 1—2 рядками з кожного боку тіла. Уздовж хвоста є 3 темні смуги виглядають як подовження тулубних плям. На верхній стороні голови невеликі у світлій окантовці, плями, утворюють правильний малюнок. Від краю ока до кута рота тягнеться темна коса смужка, більш коротка проходить під оком. Нижня сторона тулуба сірувато-біла або рожева з темними цятками. У молодих особин черево жовтувато-рожеве. Зустрічаються особини без малюнка свинцевого кольору.

## Поширення
Мешкає на островах Кіпр, Греції (Родос, Ксантос та ін.), в Анатолії (Туреччина), на Близькому Сході, включаючи Синайський півострів, у Північно-Східному Єгипті, Північному Іраку, Північно-Східному Ірані, у Вірменії, у Центральній Азії (Туркменістан, Узбекистан, Киргизстан, Таджикистан) до Східного Казахстану.

## Особливості біології
Населяє кам'янисті схили, скелі, порослі чагарником, зарості вздовж берегів річок. У горах трапляється на висоті до 1300 м над рівнем моря. Ховається в порожнечах і тріщинах у ґрунті, під камінням, у скелях і лесових урвищах, норах гризунів, берегових ластівок та черепах. Після зимівлі з'являється наприкінці березня — на початку квітня. 
Полоз свинцевий належить до яйцекладних змій. Самиця в червні — липні відкладає 5—12 яєць розміром 17—24,5 х 30—44,5 мм. У середині — наприкінці вересня з'являються молоді полози довжиною 19—22 см. 
Живиться ящірками, пташенятами, дрібними ссавцями.

## Охорона
Полоз свинцевий охороняється в Європі і занесений до Додатку ІІІ Бернської конвенції (охоронна категорія: вид підлягає охороні).

## Практичне значення
У разі небезпеки полоз голосно шипить і намагається сховатися. Будучи спійманим, кусається, а слина при потраплянні в кров може викликати легке отруєння в людини. 